# Улыбка (рассказ)
«Улыбка» (англ. Smile) — рассказ американского писателя Рэя Брэдбери, написанный в 1952 году. Произведение Рэя Брэдбери «Улыбка» — предостережение от возможной беды, о будущем человечества, упадке цивилизации, гибели красоты, идеалах, ведь, по мнению автора, люди являются творцами своего будущего. Рассказ о том, как в далеком будущем люди уничтожили «Джоконду» Леонардо да Винчи, а маленький мальчик Том спас кусочек холста с улыбкой Джоконды.

## Сюжет
В рассказе Рэй Брэдбери рассказывает, как в будущем люди уничтожили картину итальянского художника эпохи Возрождения Леонардо да Винчи «Джоконда». События происходят в разрушенном городе, где поля радиоактивны и дороги разбомблены. Жители большого города, выжившие после атомных бомбардировок, полны ненависти к прошлому. Григсби, один из героев произведения, объясняет: «Человек ненавидит то, что его погубило, что их жизнь поломало. Уж так он устроен. Глупо, может быть, но такова человеческая природа».
Люди, стоящие в очереди, не могут позволить себе купить за один пенни напиток из ягод. Для них праздником являются события, когда уничтожают книги, когда разбивают кувалдой последний автомобиль. Осенью 2061 года они устраивают праздник: ломают все, что сохранилось после катастрофы. Свидетелем событий стал мальчик Том. Он становится в очередь — власть позволяет каждому желающему плюнуть на картину Леонардо да Винчи. Люди плюют и рвут картину на куски, ломают раму. За взрослыми мальчик схватил кусочек холста и зажал его в руке. Он видел, как «бабы жевали куски холста; как мужчины разламывали раму, подвергали ногой жесткие лоскуты, рвали их на мелкие-мелкие кусочки». Том возвращается домой, там раскрывает ладонь и при свете луны видит, что ему досталась улыбка Джоконды. В фантастическом сюжете автор привлекает внимание к проблемам будущего человечества, упадку цивилизации. Это произведение-предостережение, предупреждение о катастрофе, к которой может привести бездуховность технизированного общества. Писатель убежден, что духовное возрождение человечества начинается с духовного возрождения каждого человека.

## Жанр
Произведение Рэя Брэдбери «Улыбка» — рассказ, написано в прозаической форме, невелико по объёму и в нём изображается одно событие из жизни одного или двух сформированных персонажей. Фантастика, антиутопия . Изображено одно событие - «праздник» уничтожения картины. История происходит в течение одного дня с утра до ночи. Сюжет напряжен, динамичен. Финал неожиданный. Особое внимание уделено размышлениям Тома и его противостоянию толпе.

## Главные герои
- картина Л. да Винчи «Джоконда»
- мальчик Том
- Григсби
- один из очереди
- толпа
- полиция

## Символические образы
- Картина Леонардо да Винчи «Джоконда» символизирует искусство и красоту.
- Улыбка Джоконды — воплощение красоты, добра и великой силы искусства
- Том — символ нового поколения
- Утро символизирует начало нового, надежду на лучшее

Финал произведения также символичен, ведь ребёнок и утро — это символы будущего.

## Адаптации
В 1971 году Михаилом Раллем снят короткометражный художественный фильм "Улыбка" по мотивам одноименного произведения Рэя Брэдбери.
Рассказ был инсценирован в серии телеспектаклей «Этот фантастический мир» (СССР): выпуск «Улыбка» (1984; режиссёр Виктор Спиридонов). В 1993 году кадры из спектакля были использованы в клипе на песню Виктора Чайки «Мона Лиза» (общий сюжет клипа также основан на рассказе «Улыбка»).